# 機動戦士ガンダムSEED ASTRAYシリーズ
『機動戦士ガンダムSEED ASTRAY』（きどうせんしガンダムシード アストレイ）は、テレビアニメ『機動戦士ガンダムSEED』および『機動戦士ガンダムSEED DESTINY』のサンライズ公式の外伝作品である。「ASTRAY」とは作中に登場する主役モビルスーツ (MS) の名称で、「王道ではない」という意味が込められている。

## 概要
複数の作家の手で複数の雑誌に展開されているが、その全てを統括するのは千葉智宏（スタジオオルフェ）であり、彼のシナリオに基づいて全てのストーリーが有機的に関連している。『SEED』第30話で爆発に巻き込まれたキラ・ヤマトがどのように生存したのかなど、TVシリーズとの繋がりを意識したエピソードも幾つか製作されている。また、多少設定に変更があるものの『SEED ASTRAY』は模型店の店頭プロモーション用に映像化されている。
この項目では、第1作の『機動戦士ガンダムSEED ASTRAY』から第12作の『機動戦士ガンダムSEED FREEDOM ASTRAY』までのシリーズ全般について扱う。登場人物については機動戦士ガンダムSEED ASTRAYシリーズの登場人物を参照のこと。

## 機動戦士ガンダムSEED ASTRAY
機動戦士ガンダムSEED ASTRAY（きどうせんしガンダムシード アストレイ）は、「月刊ガンダムエース」（漫画）、「月刊少年エース」（漫画）、「電撃ホビーマガジン」（ジオラマストーリー）、「ザ・スニーカー」（小説）の4誌で展開された作品である。
それぞれの雑誌で別のストーリーが進行し、各雑誌版を独立した作品として読めるだけではなく、全てのストーリーを読むことで雑誌を越えた伏線が理解できるように考慮されており、より広い世界観を表現するものとなっている。
漫画版の主人公となるのは、ジャンク屋のロウ・ギュールと彼が乗る機体「アストレイ レッドフレーム」。ジオラマストーリー版および小説版の主人公となるのは傭兵部隊「サーペントテール」の叢雲劾（ムラクモ・ガイ）と彼が乗る機体「アストレイ ブルーフレーム」である。
漫画「機動戦士ガンダムSEED ASTRAY」ときた洸一
ガンダムエース連載版。主人公はロウ・ギュールだが、叢雲劾も多く登場し、『ASTRAY R』と『ASTRAY B』の橋渡し的位置づけにある。単行本は全3巻。
1. ISBN 978-4047135475（限定版 ISBN 978-4047135505）
2. ISBN 978-4047135659
3. ISBN 978-4047136021

漫画「機動戦士ガンダムSEED ASTRAY R」戸田泰成
少年エース連載版。豪快な絵柄が特徴。単行本は全4巻。
1. ISBN 978-4047135468
2. ISBN 978-4047135666
3. ISBN 978-4047136045
4. ISBN 978-4047136595

ジオラマストーリー「機動戦士ガンダムSEED ASTRAY B」千葉智宏 著
電撃ホビーマガジン（以下DHM）連載版。掲載ムックは全2巻、単行本は全1巻。
連載版全般を収録した書籍は単体では発売されておらず、アスキー・メディアワークス発行の『GUNDAM SEED & ASTRAY MODELING MANUAL Vol.1』および『同 Vol.2』の中で、第1 - 6話と、第7 - 12話がそれぞれ掲載され、残る13 - 26話（DHM 2003年11月 - 2004年10月号）は未収録のままになっている。
小説パートのみをまとめた単行本版は加筆・修正された全26話+αが掲載されているが、連載（ムック）版で紹介されていた「ASTRAY Equipped」「World View SEED」などの設定解説や、模型の作例写真および担当者によるコメントなどは全てカットされている。
副題については、連載（ムック）版が「オペレーション01 - ファイナル (26)」となっており、単行本では時系列順に整理された「TACTICS 00 - 26」となっている。
- ムック1 ISBN 4-8402-2384-X
- ムック2 ISBN 4-8402-2530-3
- 単行本 ISBN 978-4840231992

小説「機動戦士ガンダムSEED ASTRAY」千葉智宏 著
ザ・スニーカー連載版。単行本（角川スニーカー文庫）は全2巻。イラスト：緒方剛志
1. ISBN 978-4044297015
2. ISBN 978-4044297039

OVA（店頭プロモーション用）「機動戦士ガンダムSEED MSV ASTRAY」谷田部勝義

## 機動戦士ガンダムSEED X ASTRAY
機動戦士ガンダムSEED X ASTRAY（きどうせんしガンダムシード エックス アストレイ）は、「月刊ガンダムエース」に連載された漫画作品である。漫画はときた洸一が担当している。
ガンダムエース版『ASTRAY』の続編で、SEEDのアニメ本編「PHASE-46 - 47」における空白の2か月間に起こった出来事を描いている。このストーリーでは新キャラクターであるプレア・レヴェリーとカナード・パルスとの対決をメインに描き、前作の主人公であるロウ・ギュールや叢雲劾はサブとして登場している。
漫画「機動戦士ガンダムSEED X ASTRAY」ときた洸一
ガンダムエースで引き続き連載。単行本は全2巻。
1. ISBN 978-4047136250
2. ISBN 978-4047136601

## 機動戦士ガンダムSEED DESTINY ASTRAY
機動戦士ガンダムSEED DESTINY ASTRAY（きどうせんしガンダムシード デスティニー アストレイ）は、『ASTRAY』の続編であり、同じく「月刊ガンダムエース」（漫画）、「電撃ホビーマガジン」（ジオラマストーリー）、「ザ・スニーカー」（小説）の3誌で展開されていた。
『SEED DESTINY』のTVシリーズ放送中は『SEED』の最終話終了後から、続編である『SEED DESTINY』までの約2年間を主な舞台としていたが、TVシリーズの終了以降は『SEED DESTINY』の中で描かれなかった裏事情を描くエピソードに突入した。
主人公は、新たに戦争カメラマンのジェス・リブルと、彼がロウ・ギュールから譲り受けたMS「アストレイ アウトフレーム」となった。これまでに登場したサーペントテールやカナード・パルスなどのキャラクターも登場するが、あくまで脇役である。
漫画「機動戦士ガンダムSEED DESTINY ASTRAY」ときた洸一
ガンダムエースで引き続き連載。単行本は全4巻。
1. ISBN 978-4047137080
2. ISBN 978-4047137325
3. ISBN 978-4047137882
4. ISBN 978-4047138087

ジオラマストーリー「機動戦士ガンダムSEED DESTINY ASTRAY」千葉智宏 著
電撃ホビーマガジン連載版。単行本は全2巻。
『ASTRAY B』と同様に連載版の全18話を収録した書籍は単体では発売されていない。
小説パートのみをまとめた単行本版は加筆・修正された全26話+αが掲載され、連載（ムック）版で紹介されていた「World View SEED DESTINY」などの設定解説も収録。巻末には『ASTRAY R』を描いた戸田泰成による書き下ろし漫画が収録されている。
副題については、連載（ムック）版が「ショット：001 - ラストショット (018)」となっており、単行本では時系列順に整理された「REAL SHOT 01 - 26」となっている。
- 単行本 上 ISBN 978-4840234733
- 単行本 下 ISBN 978-4840234986

小説「機動戦士ガンダムSEED DESTINY ASTRAY」千葉智宏 著
ザ・スニーカー連載版。単行本（角川スニーカー文庫）は全2巻。イラスト：緒方剛志
1. ISBN 978-4044297039
2. ISBN 978-4044717025

### 天空の宣言
2006年7月にプラモデル『1/100 ゴールドフレーム天』が発売されたことを記念してのキャンペーン企画。以下のような展開が行なわれた。
- 月刊ニュータイプ9月号

イラストコラム「ときた洸一の模型カタログ 第6回」での紹介。
- 電撃ホビーマガジン10月号

「SPECIAL SHOT：001 Godness of orb」が掲載。
- 月刊ホビージャパン10月号

「SEED DESTINY MSV」の「extra.01」として『アストレイ ゴールドフレーム天ミナ 攻防一体追加型ビームシールド「オキツノカガミ」装備型』の画稿と模型作例が掲載。
- 月刊ガンダムエース10月号

町田能彦による漫画「天空を征く者」が掲載。
- SEED Club mobile

「ガンプラRoom 第1回」
- ザ・スニーカー

千葉智宏による小説が10月号に掲載される予定だったが、編集サイドのトラブルから掲載が見送られて、存在のみが千葉智宏の「ASTRAYなブログ」で確認されていたが、単行本『機動戦士ガンダムSEED VS ASTRAY』で初収録された。

## 機動戦士ガンダムSEED C.E.73 Δ ASTRAY
機動戦士ガンダムSEED C.E.73 Δ ASTRAY（きどうせんしガンダムシード コズミック・イラななじゅうさん デルタ アストレイ）は『DESTINY ASTRAY』の続編として描かれた物語で、「ガンダムエース」で連載された漫画作品である。担当はときた洸一。
物語はロウたちが火星に行き、そして火星に住む人々＝マーシャンの若者たちがとある任務のために地球圏に飛来したことから始まり、その後ユニウスセブンが地球に落下する事件以降からデスティニープラン発表直後までが描かれた。
またあるエピソードの裏側を書いた「機動戦士ガンダムSEED C.E.73 -STARGAZER- SPECIAL STAGE」が電撃ホビーマガジン（以下DHM）2006年12月号に掲載された。後に後日談とも言える「機動戦士ガンダムSEED C.E.73 STARGAZER PHANTOM PAIN REPORT」がDHM 2007年6 - 9月号にて連載された。
漫画「機動戦士ガンダムSEED C.E.73 Δ ASTRAY」ときた洸一
ガンダムエースで引き続き連載。単行本は全2巻。
1. ISBN 978-4047139015
2. ISBN 978-4047139329

## 機動戦士ガンダムSEED FRAME ASTRAYS
機動戦士ガンダムSEED FRAME ASTRAYS（きどうせんしガンダムシード フレイム アストレイズ）は、『機動戦士ガンダムSEED ASTRAY』シリーズの一編として描かれる物語である。『電撃ホビーマガジン』で連載された。千葉智宏によるジオラマストーリーと、ときた洸一による漫画の同時展開となっている。
これまで（スニーカー版『ASTRAY』や『ASTRAY B』を除き）主役としては登場しなかった、ブルーフレームのパイロット・叢雲劾とその仲間達…傭兵部隊サーペントテールを主役とし、『SEED DESTINY』時代の彼らの活躍を描く物語である。新たなメカニックとして、「アストレイ グリーンフレーム」「ハイペリオンG」、そして劾の新たな愛機「アストレイ ブルーフレーム サード」が登場。
模型&小説&漫画「機動戦士ガンダムSEED FRAME ASTRAYS」千葉智宏&ときた洸一
電撃ホビーマガジンに連載。
1. ISBN 978-4048670258
2. ISBN 978-4048674843

漫画「機動戦士ガンダムSEED FRAME ASTRAYS スペシャルエディション」ときた洸一
コミックパートのみを収録した物。
- ISBN 978-4048676298

## 機動戦士ガンダムSEED VS ASTRAY
機動戦士ガンダムSEED VS ASTRAY（きどうせんしガンダムシード ヴァーサス アストレイ）は、『機動戦士ガンダムSEED ASTRAY』シリーズの一編として描かれる物語である。『電撃ホビーマガジン』で連載された。2009年10月号にはプロローグとしてショートフォトストーリーが掲載されている。
『SEED DESTINY』終盤を時代背景とし、連合、ザフト、オーブのどこにも属さない新たな勢力「ライブラリアン」が主軸となる物語である。
模型&小説「機動戦士ガンダムSEED VS ASTRAY」千葉智宏
電撃ホビーマガジンに連載。
1. ISBN 978-4048685795
2. ISBN 978-4048702966

小説「機動戦士ガンダムSEED VS ASTRAY」千葉智宏
小説パートのみをまとめた物。『天空の宣言』の電撃ホビーマガジン版とザ・スニーカー版、『機動戦士ガンダムSEED C.E.73 STARGAZER PHANTOM PAIN REPORT』も収録。
- ISBN 978-4048708579

## 機動戦士ガンダムSEED DESTINY ASTRAY R
機動戦士ガンダムSEED DESTINY ASTRAY R（きどうせんしガンダムシード デスティニー アストレイ アール）は、『月刊ホビージャパン』2013年6月号から2014年5月号まで連載された作品。
ロウ・ギュールの視点で展開される。時間軸的に『Δ ASTRAY』と重複しているが（ロウが火星より地球圏へと帰還し、レッドフレームをディアゴから回収後の状態からスタートしている）、あくまでもロウ視点での自身の体験した出来事をメインとした構成となっている。
模型&小説「機動戦士ガンダムSEED DESTINY ASTRAY R」千葉智宏
月刊ホビージャパンにて連載。
- カレトヴルッフ編 ISBN 978-4798606811
- ターンレッド編 ISBN 978-4798609348

## 機動戦士ガンダムSEED DESTINY ASTRAY B
機動戦士ガンダムSEED DESTINY ASTRAY B（きどうせんしガンダムシード デスティニー アストレイ ビー）は、『電撃ホビーマガジン』2013年6月号から2014年5月号まで連載された作品。小説本編は公式HPでの掲載で、『電撃ホビーマガジン』では小説のショート版と模型作例が掲載されている。
叢雲劾の視点で展開される。劾とゆかりの深い男・ダンテ・ゴルディジャーニ率いる傭兵コンビとの戦いを描いている。時間軸的には『DESTINY ASTRAY』の「南米独立戦争編」より後、「インパルス開発編」より前の時期である。
小説「機動戦士ガンダムSEED DESTINY ASTRAY B」千葉智宏
- 上巻 ISBN 978-4048661270
- 下巻 ISBN 978-4048667609

## 機動戦士ガンダムSEED ASTRAY 天空の皇女
機動戦士ガンダムSEED ASTRAY 天空の皇女（きどうせんしガンダムシード アストレイ てんくうのプリンセス）は、『ガンダムエース』2015年10月号から2019年3月号まで連載された漫画作品。ときた洸一が作画を担当するが、ときたは同誌にて既に『ガンダムEXA VS』を連載しており、2作同時連載となったため、本作は不定期連載の形をとっていたが、『ガンダムEXA VS』完結後の2017年8月号より通常連載に昇格している。
『SEED DESTINY』終了後のC.E.を舞台に、ロンド・ミナ・サハクが自らの後継者候補に選んだ2人の少女風花・アジャーとラス・ウィンスレットの成長物語を描く。物語の中で、ウィンスレット・ワールド・コンツェルン社という企業や商業組合という組織が登場している。
漫画「機動戦士ガンダムSEED ASTRAY 天空の皇女」ときた洸一
ガンダムエースで引き続き連載。単行本は全4巻。
1. ISBN 978-4041046722
2. ISBN 978-4041064849
3. ISBN 978-4041071458
4. ISBN 978-4041078907

## 機動戦士ガンダムSEED FREEDOM ASTRAY
機動戦士ガンダムSEED FREEDOM ASTRAY（きどうせんしガンダムシード フリーダム アストレイ）は、『ガンダムエース』2024年11月号から連載中の漫画作品。ときた洸一が作画を担当する。
『天空の皇女』から『機動戦士ガンダムSEED FREEDOM』の間のC.E.74を舞台に、ロウと劾を中心とした物語が展開される。

## ゲーム
- SDガンダム GGENERATIONシリーズ
  - SDガンダム GGENERATION SEED（2004年2月19日、PlayStation 2） - 無印
  - SDガンダム GGENERATION WORLD（2011年2月24日、PlayStation Portable / Wii） - 無印・『X』
  - SDガンダム GGENERATION OVER WORLD（2012年9月27日、PlayStation Portable） - 無印・『X』
  - SDガンダム GGENERATION CROSSRAYS（2019年11月28日、PlayStation 4 / Nintendo Switch） - 無印・『R』・『B』・『X』・『DESTINY』・『Δ』・『FRAME』・『VS』・『DESTINY R』・『DESTINY B』・『天空の皇女』
- スーパーロボット大戦シリーズ
  - スーパーロボット大戦W（2007年3月1日、ニンテンドーDS） - 無印・『X』
  - スパロボ学園（2009年8月27日、ニンテンドーDS） - 無印・『X』
  - スーパーロボット大戦X-Ω（2017年7月9日、iOS / Android） - 無印 / 2017年7月期間限定、2019年2月より恒常参戦